# Fjällig spindling
Fjällig spindling (Cortinarius humicola) är en svampart som först beskrevs av Lucien Quélet, och fick sitt nu gällande namn av René Charles Maire 1911. Fjällig spindling ingår i släktet Cortinarius och familjen spindlingar.  Arten är reproducerande i Sverige. Inga underarter finns listade i Catalogue of Life.